# L'uomo nel mirino
L'uomo nel mirino (The Gauntlet) è un film del 1977 diretto e interpretato da Clint Eastwood.

## Trama
Phoenix, Arizona. L'agente Ben Shockley riceve dal capo della polizia Blakelock l'incarico, apparentemente semplice, di recarsi a Las Vegas allo scopo di trasferire un testimone "non importante" di un processo "senza importanza" in città; all'arrivo in Nevada, scopre che il testimone è una ragazza, Gus Mally, giovane prostituta che lo avverte che c'è chi farà di tutto per evitare che lei arrivi a Phoenix e, prima che i documenti per l'estradizione siano pronti, lo invita a recarsi in una delle tante sale per le scommesse della città al fine di conoscere la quota a cui viene data nella sesta corsa di Santa Anita la cavalla "Mally No Show" (Mally non comparirà).
Ben per pura curiosità si informa e viene a sapere che Mally No Show è data 50 a 1 e dall'apertura del mattino non ha fatto altro che salire ma, non prestando attenzione alla cosa, si reca all'aeroporto insieme alla ragazza dove subiscono un attentato al quale scampano fortunosamente. I due scappano e si recano a casa di Gus dove Ben telefona al capo della polizia chiedendo una scorta ma dopo poco un grande numero di poliziotti circonda la casa demolendola a fucilate e ancora una volta i due scampano alla morte, questa volta fuggendo attraverso il canale di scolo dell'abitazione che sfocia al di là dell'accerchiamento delle forze dell'ordine.
L'agente inizia a sospettare sia della natura del procedimento nel quale la ragazza deve comparire, sia di una possibile fuga di notizie e decide, minacciandolo con la pistola, di sequestrare un poliziotto per recarsi al confine utilizzandone la macchina; durante la marcia si ferma a una cabina telefonica e chiama nuovamente il capo della polizia chiedendo una pattuglia che lo riceva appena arrivato in Arizona, ma viene messo in allarme da Gus, la quale solleva l'ipotesi che la persona a cui telefona sia implicata negli attentati che stanno subendo; Ben si dimostra scettico ma decide di lasciare l'auto e nascondersi per verificare "l'accoglienza" dei colleghi provenienti da Phoenix e purtroppo i sospetti di Gus si dimostrano fondati quando i poliziotti distruggono l'auto a colpi di pistola uccidendo anche il poliziotto precedentemente sequestrato, pensando che all'interno del veicolo ci siano anche i due.
Durante la notte passata in una grotta, Ben riesce finalmente a sapere che il processo in cui Gus deve testimoniare è un procedimento che vede collusa la mafia con la polizia e che lei è coinvolta proprio perché ha avuto un rapporto sessuale con Blakelock; al mattino, i due "rubano" una moto a una banda di motociclisti ma vengono inseguiti da un elicottero da dove un uomo tenta di colpirli con un fucile. Ancora una volta i due scampano al pericolo e salgono su un treno, dove però trovano i motociclisti a cui avevano rubato la moto e Ben viene picchiato ma, grazie all'aiuto di Gus che "distrae" gli uomini, riesce a liberarsi e a gettare i tre (due uomini e una donna) fuori dal vagone.
Arrivati a una cittadina a metà strada da Phoenix si recano in un motel e scoprono di essersi innamorati; Gus chiama un suo amico allibratore e viene a sapere che la quota per Mally No Show è arrivata a 100 a 1 e gli chiede di puntarci sopra 5.000 dollari, tutti i suoi risparmi, mentre Ben chiama il suo amico e collega Josephson e lo informa che arriverà alla sede del tribunale insieme al testimone su un autobus, fornendogli il percorso e dicendogli che lo dovrà comunicare al procuratore Feyderspiel, anche lui colluso con Blakelock, al fine di evitare che nella probabile sparatoria qualche passante venga colpito.
Ben e Gus rinforzano l'autobus con delle piastre di acciaio e si dirigono verso la città dove le forze dell'ordine sono già state messe in allarme e dislocate lungo il percorso; Josephson va incontro all'amico e gli chiede di rinunciare ma un cecchino lo colpisce uccidendolo mentre Ben viene ferito a una gamba. La marcia riprende e l'autobus, lungo la strada, viene colpito da ogni parte da decine di poliziotti fino a terminare la sua corsa, ormai semi distrutto, sulle scale del palazzo di giustizia dove però, una volta che i due sono scesi, i poliziotti si rifiutano di sparare al collega vedendo che non costituisce una reale minaccia. Blakelock, ormai fuori controllo, scende in strada, uccide Feyderspiel (che stava rivelando i loro crimini) e ferisce Ben, venendo successivamente ucciso da Gus e a quel punto i due riescono a dirigersi all'interno del palazzo per permettere la deposizione della testimone.

## Promozione
Il manifesto per il film venne realizzato su espressa richiesta di Clint Eastwood da Frank Frazetta, illustratore e disegnatore italoamericano famoso per aver creato negli anni sessanta il look "moderno" di Conan il Barbaro.

## Distribuzione

### Edizione italiana
Il doppiaggio italiano, eseguito dalla D.E.F.I.S., rappresenta una delle poche occasioni successive al 1976 in cui Eastwood non è doppiato da Michele Kalamera (in quanto socio della S.A.S.), qui sostituito da Dario Penne.